# Fire (Kasabian)
Fire is een nummer van de Britse rockband Kasabian uit 2009. Het is de eerste single van hun derde studioalbum West Ryder Pauper Lunatic Asylum.
Hoewel het nummer in Nederland geen hitlijsten bereikte, werd "Fire" internationaal de grootste hit voor Kasabian. Het bereikte de 3e positie in thuisland het Verenigd Koninkrijk. In Vlaanderen werd de 3e positie in de Tipparade gehaald.
In oktober 2011 zette het Britse muziektijdschrijft NME het nummer op de 65e positie op hun lijst "150 Best Tracks of the Past 15 Years".
Het nummer werd gebruikt in het intro van premier league  tussen 2012 en 2015